# HD 52559
HD 52559，又名BD+05 1514，SAO 114801、HR 2633，是一颗恒星，视星等为6.59，位于銀經209.17，銀緯4.86，其B1900.0坐标为赤經6h 56m 35.2s，赤緯+5° 4.86′ 59″。